# Campionati mondiali di ginnastica artistica 2009 - Anelli
La finale di specialità agli anelli ai Campionati Mondiali si è svolta alla North Greenwich Arena di Londra, Inghilterra il 18 ottobre 2009. Mingyong Yan diventa campione mondiale, battendo il bulgaro e secondo classificato Iordan Iovčev di un solo decimo.

## Podio

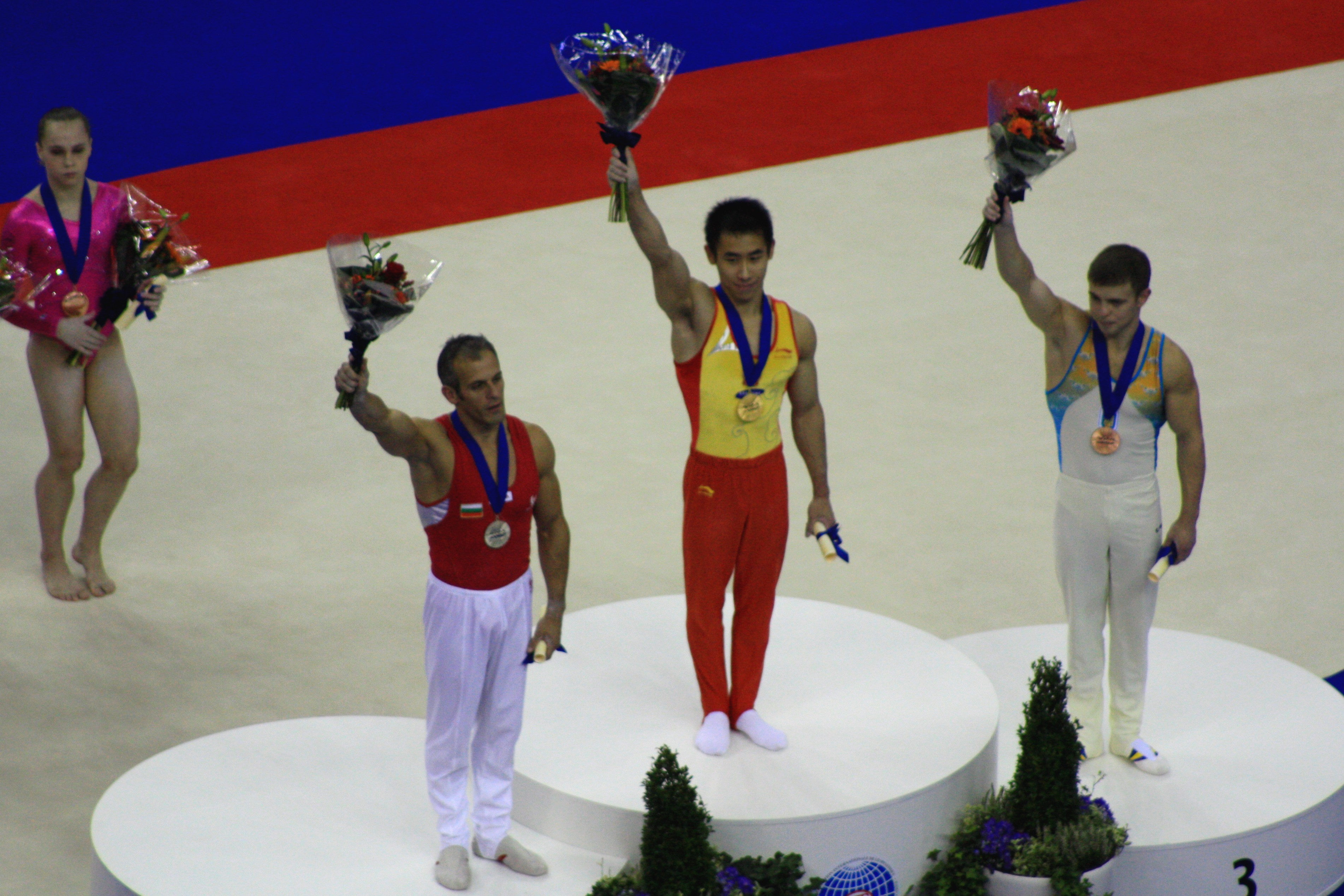
Il podio: Iordan Iovčev (sinistra), Mingyong Yan (centro) e Oleksandr Vorobiov.

| Oro               | Argento                | Bronzo                     |
| Mingyong Yan Cina | Iordan Iovčev Bulgaria | Oleksandr Vorobiov Ucraina |

## Partecipanti
|             | Nome           | Nazionalità | Data di Nascita | Età     |
| ----------- | -------------- | ----------- | --------------- | ------- |
| Più giovane | Arthur Zanetti | Brasile     | 16/04/90        | 19 anni |
| Più vecchio | Iordan Iovčev  | Bulgaria    | 24/02/73        | 36 anni |

## Classifica
| Rank    | Gymnast                  | D Score | E Score | Pen. | Total  |
| ------- | ------------------------ | ------- | ------- | ---- | ------ |
| Oro     | Mingyong Yan             | 6.800   | 8.875   | —    | 15.675 |
| Argento | Iordan Iovčev            | 6.700   | 8.875   | —    | 15.575 |
| Bronzo  | Oleksandr Vorobiov       | 6.800   | 8.750   | —    | 15.550 |
| 4       | Arthur Zanetti           | 6.500   | 8.825   | —    | 15.325 |
| 5       | George Robert Stănescu   | 6.800   | 8.525   | —    | 15.325 |
| 6       | Matteo Morandi           | 6.700   | 8.600   | —    | 15.300 |
| 7       | Samir Ait Said           | 6.700   | 8.550   | —    | 15.250 |
| 8       | Danny Pinheiro-Rodrigues | 7.100   | 7.650   | —    | 14.750 |